# Primera División Uruguaya 1920
Il campionato era formato da dodici squadre e il Nacional vinse il titolo.

## Classifica finale
| Pos. | Squadra              | G  | V  | N  | P  | GF | GS | Punti |
| ---- | -------------------- | -- | -- | -- | -- | -- | -- | ----- |
| 1    | Nacional             | 22 | 19 | 2  | 1  | 85 | 12 | 40    |
| 2    | Peñarol              | 22 | 17 | 4  | 1  | 45 | 6  | 38    |
| 3    | Central              | 22 | 13 | 3  | 6  | 30 | 21 | 29    |
| 4    | Universal            | 22 | 12 | 4  | 6  | 44 | 22 | 28    |
| 5    | Montevideo Wanderers | 22 | 10 | 3  | 9  | 31 | 23 | 23    |
| 6    | Reformers            | 22 | 5  | 9  | 8  | 16 | 30 | 19    |
| 7    | Uruguay Onward       | 22 | 8  | 3  | 11 | 32 | 49 | 19    |
| 8    | Liverpool            | 22 | 4  | 10 | 8  | 22 | 26 | 18    |
| 9    | Belgrano             | 22 | 5  | 6  | 11 | 15 | 35 | 16    |
| 10   | Dublín               | 22 | 4  | 5  | 13 | 12 | 42 | 13    |
| 11   | Charley              | 22 | 4  | 4  | 14 | 13 | 56 | 12    |
| 12   | River Plate          | 22 | 3  | 3  | 16 | 19 | 42 | 9     |

G = Partite giocate; V = Vittorie; N = Nulle/Pareggi; P = Perse; GF = Goal fatti; GS = Goal subiti; 